# 乐英乡
乐英乡，是中华人民共和国四川省雅安市天全县下辖的一个乡镇级行政单位。2019年12月，将原多功乡仁义村所属行政区域划归乐英乡管辖，将乐英乡盐店社区、石家村所属行政区域划归始阳镇管辖。

## 行政区划
乐英乡下辖以下地区：
安乐村、爱国村、幸福村、王家营村、姜家坝村、盐店村、石家村和群山村。
2019年12月调整后，乐英乡辖安乐村、幸福村、王家营村、爱国村、群山村、姜家坝村、仁义村所属行政区域。